# Mark V (tank)

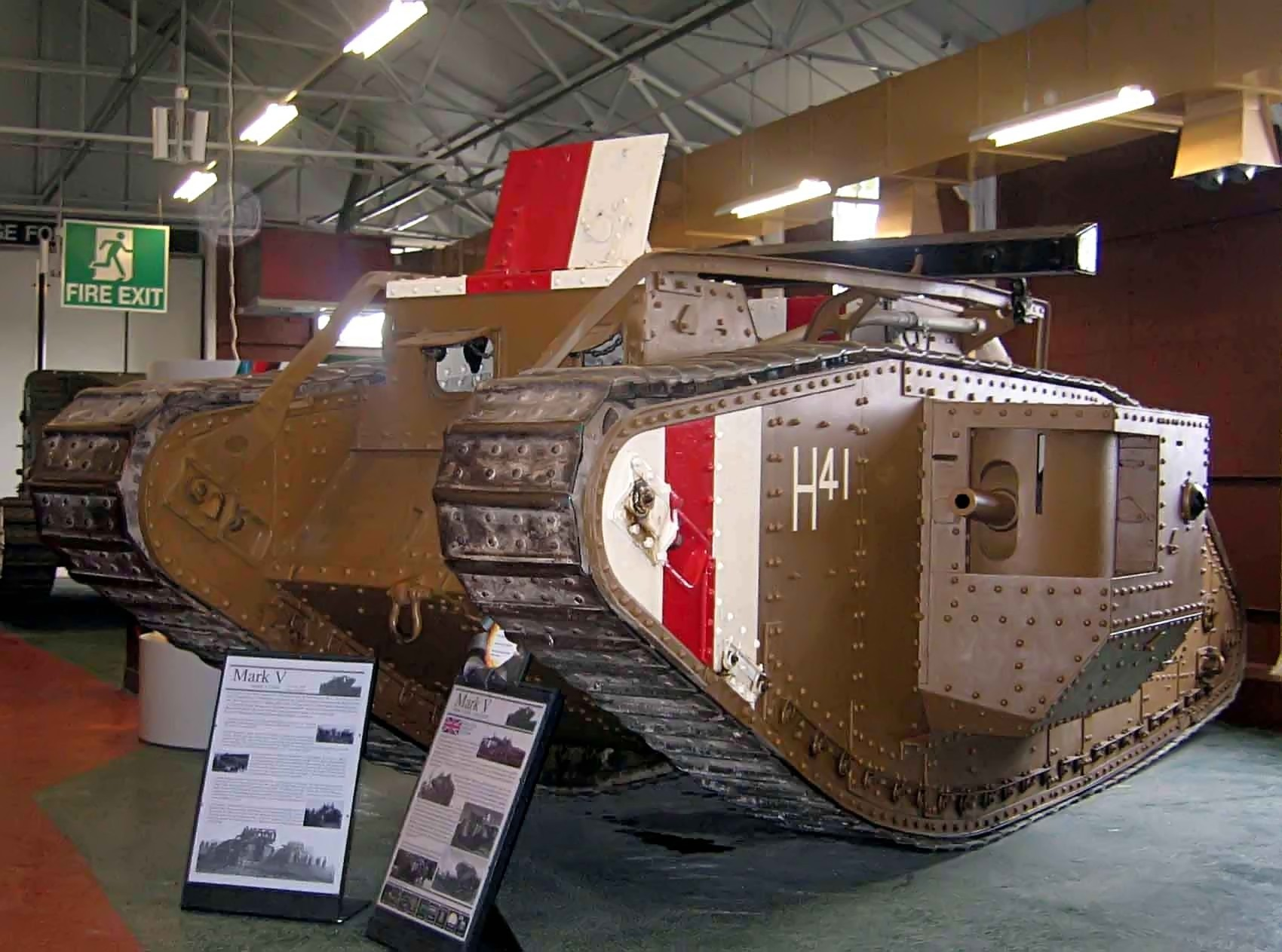
Mark V v Tankovém muzeu v Bovingtonu

Mark V byl britský těžký tank z první světové války. Jednalo se o vylepšenou verzi tanku Mark IV , která zasáhla do bojů v posledních měsících 1. světové války. Díky vylepšení Waltera Wilsona to byl první britský tank, který mohl řídit pouze jeden muž. Zbývající členové osádky se tak mohli plně věnovat obsluze zbraní.
Britské tanky se dělily na „mužské“ (Male), které byly vyzbrojeny kanóny a kulomety a byly určeny k ničení nepřátelských pevnůstek a polních opevnění, a „ženské“ (Female), které byly vyzbrojeny výhradně kulomety a měly především podporovat útoky pěchoty. Z „ženské“ verze tanku byla vytvořena i „obojetná“ verze Hermafrodit, která měla v jednom sponsonu 57mm dělo a v druhém kulomety.
Mark V byl vyvinut v říjnu 1917. Jednalo se o poslední typ britských kosodélníkových tanků, které byly charakteristické pro 1.světovou válku. Tank byl již vybaven i převodovkou, která umožnila ovládání jediným členem osádky. Velitel měl k dispozici novou velitelskou kopuli, což usnadňovalo vzájemnou komunikaci a přehled na bojišti. Stroj poháněl 19litrový řadový šestiválec Ricardo s výkonem 150 koní (110 kW) při 1200 otáčkách za minutu.

## Výzbroj
- hlavní zbraní „mužské“ verze byly 2 kanóny Hotchkiss ráže 57 mm (šestiliberní)
- sekundární zbraně pak 4 kulomety Hotchkiss Mk 1 ráže .303 British (7,7 mm)
- výzbroj „ženské“ verze tvořilo 6 kulometů Hotchkiss Mk 1 ráže .303 British (7,7 mm)